# شمس‌الدین کیشی
شمس‌الدین کیشی از علما و فضلای شافعی مذهب و پزشکان نامی ساکن در فارس در قرن هفتم بود. از سال تولد و تحصیلات او اطلاعی در دست نیست احتمالاً در جزیره کیش به دنیا آمده‌است. محضرش در شیراز محل اجتماع دانش‌طلبان بود و در رشته‌های مختلف علوم تدریس می‌کرد. قطب‌الدین شیرازی از وی به عنوان استاد طب خود یاد کرده‌است. از آنجائیکه قطب‌الدین شیرازی بین ساله های ۶۴۸ تا ۶۵۸ در شیراز به تحصیل اشتغال داشته این نتیجه بدست می آید که در این زمان کیشی دانشمندی بنام بوده و در شیراز به تدریس کتاب قانون بوعلی شهرت داشته‌است. به نوشتهٔ جنید شیرازی وی در تصوف و عرفان نیز مقام شامخی داشته‌است.
‌